# La Porte City
La Porte City ist eine Kleinstadt (mit dem Status „City“) im Black Hawk County im US-amerikanischen Bundesstaat Iowa. Das U.S. Census Bureau hat bei der Volkszählung 2020 eine Einwohnerzahl von 2.284 ermittelt.
La Porte City ist Bestandteil der Waterloo – Cedar Falls metropolitan area.

## Geografie
La Porte City liegt im mittleren Nordosten Iowas beiderseits des Wolf Creek, der über den Cedar River und den Iowa River zum Stromgebiet des Mississippi gehört.
Die geografischen Koordinaten von La Porte City sind 42°18′54″ nördlicher Breite und 92°11′32″ westlicher Länge. Die Stadt erstreckt sich über eine Fläche von 6,79 km² und liegt vollständig in der Big Creek Township.
La Porte City liegt im südöstlichen Vorortbereich von Waterloo, dessen Zentrum 24 km entfernt liegt. Weitere Nachbarorte der Stadt sind Gilbertville (15,3 km nördlich), Brandon (19,1 km östlich), Mount Auburn (12,6 km südöstlich), Garrison (23,7 km südsüdöstlich), Dysart (24,9 km südwestlich), Hudson (27,2 km nordwestlich) und Evansdale (22,7 km nordnordwestlich).
Die neben Waterloo nächstgelegenen weiteren größeren Städte sind Rochester in Minnesota (205 km nördlich), Dubuque an der Schnittstelle der Staaten Iowa, Wisconsin und Illinois (145 km östlich), Cedar Rapids (70,7 km südöstlich) und Iowas Hauptstadt Des Moines (175 km südwestlich).

## Verkehr
Der U.S. Highway 218 führt in Nord-Süd-Richtung als Hauptstraße durch La Porte City. Alle weiteren Straßen sind untergeordnete Landstraßen, teils unbefestigte Fahrwege sowie innerörtliche Verbindungsstraßen.
Entlang des Cedar River verläuft eine Eisenbahnlinie der regionalen Frachtverkehrsgesellschaft Iowa Northern Railway (IANR) durch das Stadtgebiet von La Porte City.
Der nächstgelegene Flughafen ist der 32,7 km nordwestlich gelegene Waterloo Regional Airport, von wo aus durch Zubringerflüge mehrerer Fluggesellschaften Anschluss an die Großflughäfen Chicago O’Hare und Minneapolis-Saint Paul hergestellt wird.

## Bevölkerung
Nach der Volkszählung im Jahr 2010 lebten in La Porte City 2285 Menschen in 915 Haushalten. Die Bevölkerungsdichte betrug 336,5 Einwohner pro Quadratkilometer. In den 915 Haushalten lebten statistisch je 2,45 Personen.
Ethnisch betrachtet setzte sich die Bevölkerung zusammen aus 97,8 Prozent Weißen, 0,8 Prozent Afroamerikanern, 0,1 Prozent amerikanischen Ureinwohnern, 0,2 Prozent Asiaten sowie 0,1 Prozent aus anderen ethnischen Gruppen; 1,0 Prozent stammten von zwei oder mehr Ethnien ab. Unabhängig von der ethnischen Zugehörigkeit waren 1,0 Prozent der Bevölkerung spanischer oder lateinamerikanischer Abstammung.
27,0 Prozent der Bevölkerung waren unter 18 Jahre alt, 54,7 Prozent waren zwischen 18 und 64 und 18,3 Prozent waren 65 Jahre oder älter. 53,0 Prozent der Bevölkerung waren weiblich.
Das mittlere jährliche Einkommen eines Haushalts lag bei 52.530 USD. Das Pro-Kopf-Einkommen betrug 24.776 USD. 6,3 Prozent der Einwohner lebten unterhalb der Armutsgrenze.

## Bekannte Bewohner
- Walter Halben Butler (1852–1931) – demokratischer Abgeordneter des US-Repräsentantenhauses (1891–1893) – arbeitete mehrere Jahre als Lehrer in La Porte City
- Peg Mullen (1917–2009) – Schriftstellerin – geboren und aufgewachsen in La Porte City